# Didymella bryoniae
Didymella bryoniae ist ein mikroskopisch kleiner Schlauchpilz (Ascomycota) aus der Familie der Didymellaceae. Der pflanzenpathogene Pilz ruft bei verschiedenen Kulturpflanzen die sogenannte Gummistängelkrankheit hervor. Mitunter wird die Krankheit auch als Stängelbrand bezeichnet. Die heute weltweit verbreitete Art befällt vor allem Kürbisgewächse (Cucurbitaceae) wie Kürbisse, Gurken und Melonen und richtet dadurch bedeutenden ökonomischen Schaden an.

## Beschreibung
Didymella bryoniae hat einen pleomorpher Entwicklungszyklus, das heißt, die Art hat eine Hauptfruchtform, bei der die Ascosporen für die sexuelle Vermehrung gebildet werden, und eine Nebenfruchtform, bei der asexuelle Konidiosporen gebildet werden.

### Beschreibung der Hauptfruchtform

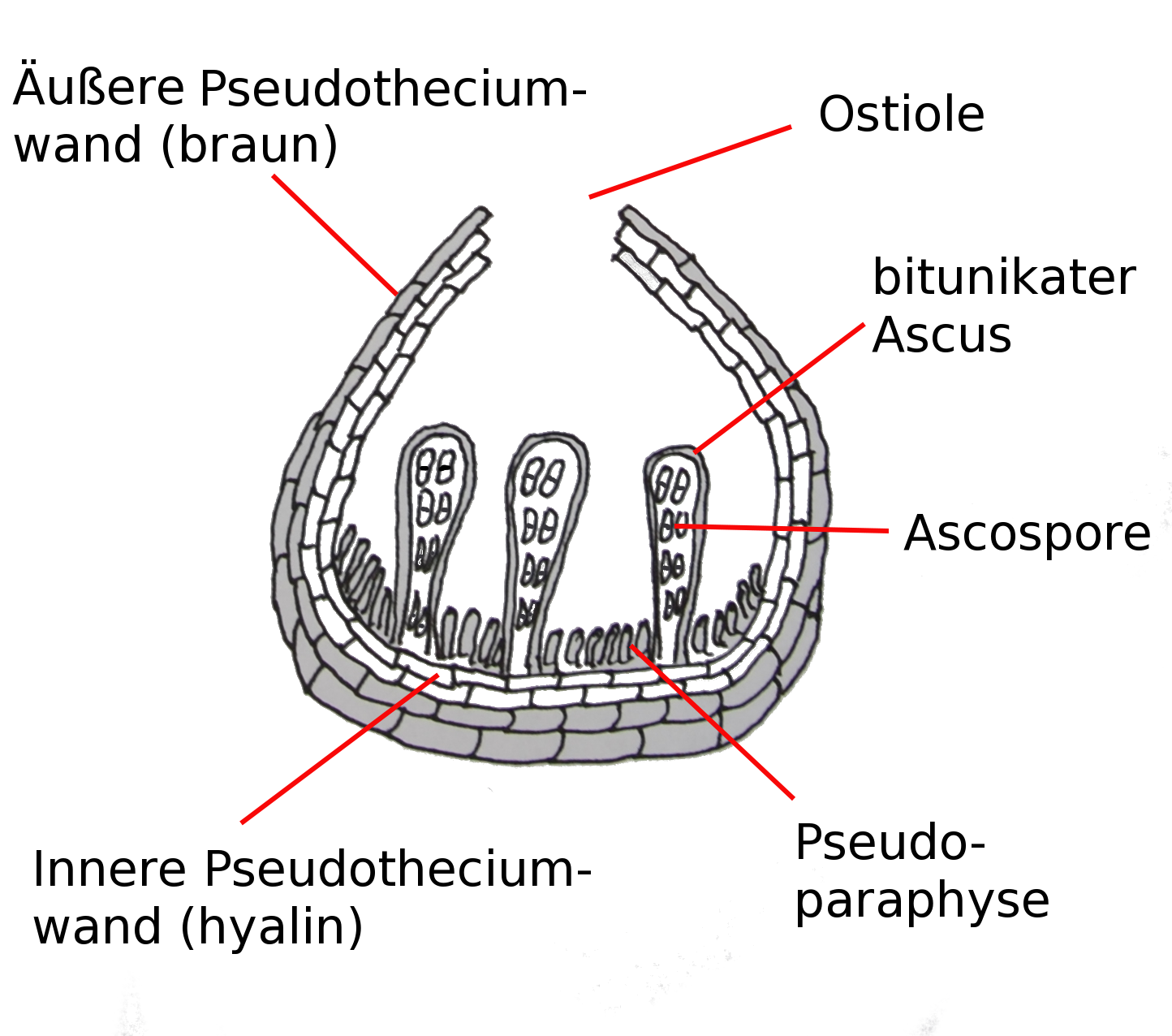
Schemazeichnung des Ascokarps von Didymella bryoniae

Bei Didymella bryoniae kommt es wie bei vielen Schlauchpilzen im Zuge der geschlechtlichen Vermehrung zur Bildung eines Fruchtkörpers aus sehr eng ineinander verflochtenen Zellfäden, dem Ascokarp. Genauer handelt es sich beim Ascokarp um ein Pseudothecium; das ist ein Fruchtkörper, an dessen Oberseite sich eine kleine Pore, die Ostiole, befindet.

#### Pseudothecien
Das Pseudothecium ist kugelig, dunkel bis schwarz, in das Gewebe der Wirtspflanze eingesunken und dann hervorbrechend. Es findet sich häufig auf Sprossachsen, Blättern oder Früchten der Wirtspflanze und hat einen Durchmesser von 140 bis 200 Mikrometer. Die Oberfläche besitzt eine bis zu 30 Mikrometer hohe, konische Erhöhung, auf der sich die 30 bis 55 Mikrometer durchmessende Ostiole befindet.
Die Wand der Pseudothecien ist an den Seiten und an der Basis verdickt. Die Wand ist an der Oberseite 18 bis 21 Mikrometer stark. Die Seitenwand hat eine Stärke zwischen 20 und 30 Mikrometer und die Basis hat eine Wandstärke zwischen 25 und 40 Mikrometer. Die Wand besteht aus zwei Schichten: einer äußeren Schicht aus 4 bis 6 Lagen brauner bis dunkelbrauner eckiger Zellen und einer inneren Schicht aus 2 bis 5 (an der Basis auch mehr) Schichten hyaliner oder annähernd hyaliner eckiger Zellen. Die Zellen der Wand haben einen Durchmesser von etwa 10 Mikrometer; die Zellen der Oberwand und der Innenschicht an der Basis sind jedoch kleiner.

#### Asci
Im Pseudothecium befinden sich mehrere Schläuche (Asci), in denen die Ascosporen entstehen. Bei Didymella bryoniae sind die Asci zylindrisch oder annähernd keulenförmig. Sie sind ungestielt oder kurz gestielt und gerade oder gebogen. Sie messen zwischen 60 und 90 Mikrometer in der Länge und sind 10 bis 15 Mikrometer breit.
Die doppelwandigen (sogenannten bitunicaten) Asci bestehen aus einer dünnen spröden Außenhülle und einer dicken elastischen Innenwand. Sobald die Sporen reif sind, reißt die Außenhülle auf, sodass die Innenwand Wasser aufnehmen kann. Infolgedessen beginnt diese mitsamt den in ihr enthaltenen Sporen aufzuquellen und zwar so lange, bis sie durch die Ostiole aus dem Ascokarp herausragen und die Sporen eine nach der anderen in den freien Luftstrom entlassen werden können.

#### Pseudoparaphysen
Neben den Asci enthalten die Pseudothecien noch sogenannte Pseudoparaphysen, die gemeinsam mit den Asci das Hymenium (die Fruchtschicht) des Pilzes bilden. Die Pseudoparaphysen sind sterile Hyphenenden, die zwischen den Asci stehen. Bei Didymella bryoniae sind sie hyalin und bilden am Ende ein Septum (eine starke Verdickung der Zellwand). Sie stehen in Abständen von 3 bis 10 Mikrometer und sind 2,5 bis 4 Mikrometer stark. Im Gegensatz zu anderen Arten sind die Pseudoparaphysen bei Didymella bryoniae persistent, bleiben also die ganze Fruchtreife durch erhalten.

#### Ascosporen
Jeder Ascus enthält 8 Ascosporen, diese sind biseriat, das heißt in zwei Reihen angeordnet. Sie sind oval oder fast umgekehrt eiförmig, gerade oder gebogen. Sie sind hyalin mit einem Septum in der Mitte oder kurz darüber und messen 14 bis 18 × 2 bis 6 Mikrometer. Die Ascosporen sind am Septum leicht eingeschnürt. Sie bestehen aus zwei Zellen: einer etwas größeren oberen und einer kleineren unteren. Die Wand ist glatt. Im Inneren der Zellen befinden sich kleine Öltröpfchen.

### Beschreibung der Nebenfruchtform

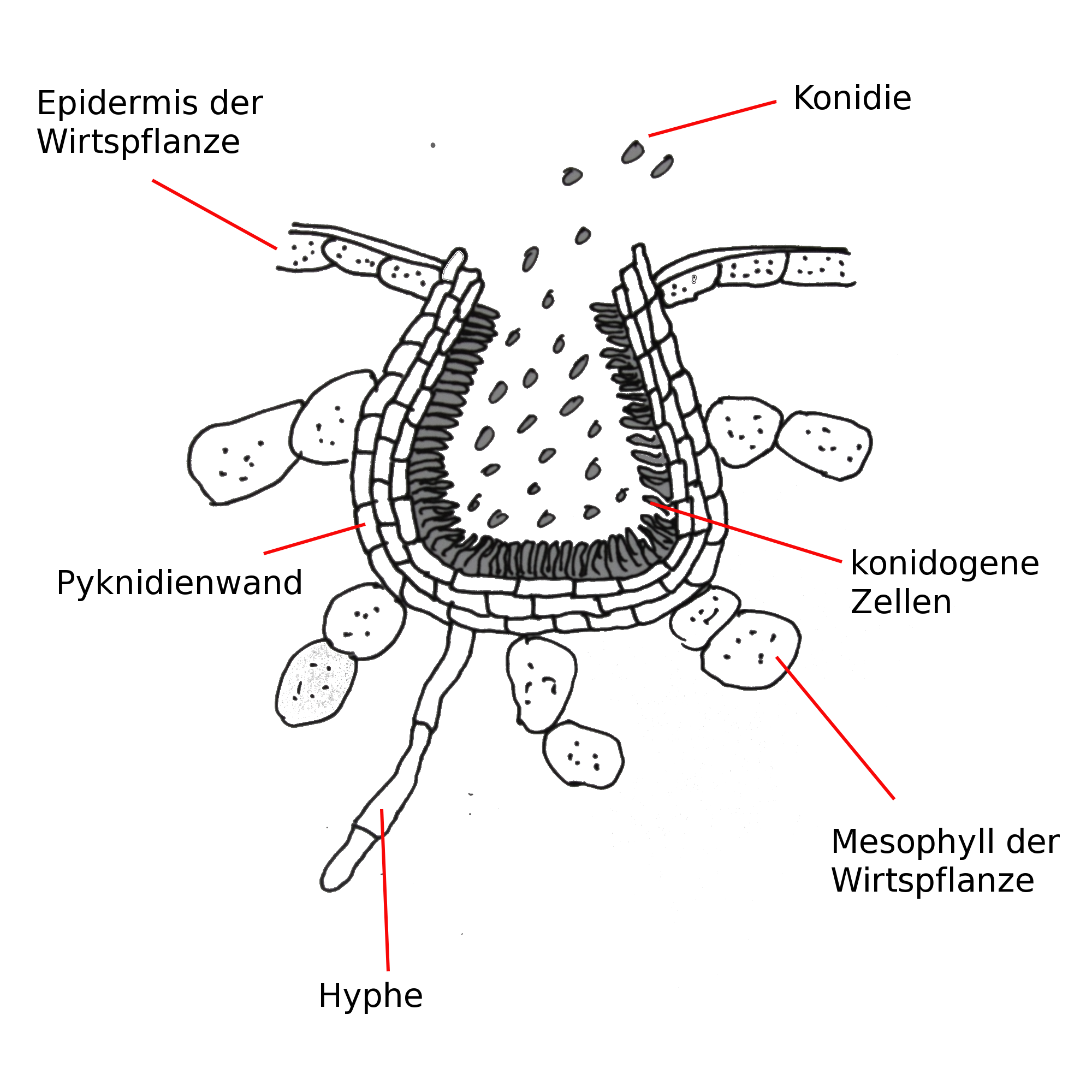
Schemazeichnung Pyknidie von Didymella brioniae

In befallenem Gewebe der Wirtspflanze ist die Nebenfruchtform Phoma cucurbitacearum wesentlich häufiger zu finden als die sexuelle Form. Die ungeschlechtlichen Fruchtkörper werden – im Gegensatz zu den sexuellen Pseudothecien – Pyknidien genannt.

#### Pyknidien
Die Pyknidien finden sich auf Sprossachsen, Blättern und Früchten der Wirtspflanze. Sie stehen solitär oder herdenartig. Die Pyknidien sind kugelig oder unregelmäßig kugelig und tief in das Wirtsgewebe eingesunken, brechen aber daraus heraus. Sie sind dunkelbraun, ihr Durchmesser beträgt zwischen 80 und 380 Mikrometer. Die Wand besteht aus 2 bis 4 Lagen gelblich-brauner Zellen. Dabei ist die Zellwand der äußersten Schicht verdickt. Die Oberfläche ist glatt mit auswachsenden Hyphen. Jede Pyknidie besitzt eine Ostiole (sehr selten zwei), die sich während der Fruchtreife zu einer Art Nacken ausdehnen.
Im Inneren der Pyknidien befindet sich ein Rasen aus konidiogenen Zellen, das heißt Zellen, an denen auf ungeschlechtlichem Weg die Konidien entstehen. Die konidiogenen Zellen sind weiß oder schwach gelb-braun.

#### Konidien
Die Konidien bei Didymella bryoniae sind sehr variabel. Sie sind zylindrisch mit abgerundeten Enden, kugelig, fast kugelig oder oval und gerade oder gebogen. Kleinere Konidien sind meist ohne Septum, größere mit einem Septum. Extrem selten finden sich auch Konidien mit zwei Septa.
Die hyalinen Konidien messen zwischen 6 und 13 Mikrometer × 2 bis 4,5 Mikrometer.

## Verbreitung
Didymella bryoniae ist kosmopolitisch verbreitet. Der Schwerpunkt der Verbreitung liegt aber außerhalb der Tropen. In den Subtropen ist die Art weit verbreitet, in den gemäßigten Zonen tritt sie vor allem in Gewächshäusern auf.
Versuche mit Wassermelonen (Citrullus lanatus) haben gezeigt, dass die Art Pflanzen bei Temperaturen zwischen 7 und 29,5 °C befällt. Bei 24 °C liegt das Optimum, bei 29,5 °C ist die Art nur noch sehr eingeschränkt überlebensfähig. Eine vollständige Entwicklung inklusive Teleomorphe findet nur zwischen 20 und 28 °C statt.
Im Labor lässt sich der Pilz gut auf Weizenmehl-Agar und Malz-Agar als Nährmedium kultivieren.

### Ausbreitung
Die Art wurde erstmals im Jahr 1869 in Deutschland auf einer Zaunrübe (Bryonia sp.) nachgewiesen. Der erste Nachweis von Didymella bryoniae auf einer Kulturpflanze stammt aus Italien, wo sie in einem unbekannten Jahr auf einer Zuckermelone (Cucumis melo) festgestellt und im Jahr 1885 von Giovanni Passerini als Didymella melonis beschrieben wurde. Im Jahr 1891 wurde die Art unabhängig voneinander in Frankreich und in Delaware in den Vereinigten Staaten auf Wassermelonen (Citrullus lanatus) nachgewiesen. Zu Beginn des 20. Jahrhunderts wurde die Art dann im Mittleren Westen der USA und auf Puerto Rico nachgewiesen. In den 1950ern wurde die Art in Pakistan gemeldet, aus den 1960er Jahren gibt es Nachweise aus Malawi und Tansania, spätestens in den 1980ern erreichte sie Neuseeland. Wie sich die Art so schnell ausbreiten konnte, ist noch nicht abschließend geklärt; wahrscheinlich hat aber die Verbreitung infizierter Wirtsamen durch den Menschen dazu beigetragen.

## Lebenszyklus und Ökologie
Treffen Konidien oder Ascosporen von Didymella bryoniae auf eine geeignete Wirtspflanze, setzen sie sich dort fest und beginnen dort in Abhängigkeit von Temperatur, Feuchtigkeit, pH-Wert und anderen Verhältnissen zu keimen. Dabei schwillt die Konidie zunächst an und ein Keimfaden wächst heraus. Dabei beginnt die Keimung bevorzugt an einer Verletzung der Wirtspflanze, auf einer völlig unbeschädigten Pflanze kann Didymella bryoniae nur bei ansonsten optimalen Bedingungen keimen.
Durch Zellteilung entsteht eine Hyphe, also ein Zellfaden aus mehreren verketteten länglichen Zellen. Diese verzweigt sich beim weiteren Wachstum mehrfach und bildet so ein umfangreiches Hyphengeflecht (Myzel). Ist das Wachstum weit genug fortgeschritten und sind genügend Nährstoffe vorhanden, beginnt die Fruktifikation und zunächst entstehen Pyknidien, in denen neue asexuelle Konidien reifen und freigesetzt werden.
Der sexuelle Teil des Lebenszyklus wird eingeleitet, sobald zwei passende Hyphen aufeinandertreffen. Diese stammen aus demselben Hyphengeflecht, das auch die ungeschlechtlichen Sporen ausbildet. Dabei kommt es bei Didymella bryoniae oft zur Selbstbefruchtung, eine Eigenschaft, die als homothallisch bezeichnet wird. Nach der Paarung bildet sich nun ein Pseudothecium aus und setzt neue Ascosporen frei.
Wenn die Wirtspflanze stirbt oder infizierte Teile herunterfallen, können die Pseudothecien bis zu zwei Jahre im Boden verbleiben und dann immer noch verweht werden und Ascosporen entlassen.

### Wirtspflanzen
| Betroffene Gattung | Anzahl betroffene Arten |
| ------------------ | ----------------------- |
| Bennincasa         | 1                       |
| Bryonia            | 3                       |
| Citrullus          | 2                       |
| Cucumis            | 3                       |
| Cucurbita          | 5                       |
| Cyclanthera        | 1                       |
| Lagenaria          | 1                       |
| Luffa              | 2                       |
| Momordica          | 2                       |
| Sechium            | 1                       |
| Sicyos             | 1                       |
| Trichosanthes      | 1                       |

Der Pilz befällt bevorzugt Kürbisgewächse (Cucurbitaceae) und wurde auf mindestens 12 Gattungen und 23 Arten aus dieser Familie nachgewiesen.
Dabei befällt er besonders häufig Kürbisse (Cucurbita), im Speziellen den Moschus-Kürbis (Cucurbita moschata) und den Garten-Kürbis (Cucurbita pepo). Ebenso häufig wie Kürbisse werden Gurken (Cucumis), insbesondere Salatgurken (Cucumis sativus), und Arten der Gattung Citrullus, hier insbesondere die Wassermelone (Citrullus lanatus), befallen.
Deutlich seltener wurde Didymella bryoniae von Nachtschattengewächsen (Solanaceae), Melonenbaumgewächsen (Caricaceae) und Primelgewächsen (Primulaceae) isoliert. Seit 1977 tritt die Art allerdings regelmäßig an Tomaten (Solanum lycopersicum) in niederländischen Gewächshäusern auf und verursacht dort große Schäden.

### Antagonisten
Die Schlauchpilzart Trichoderma longibrachiatum kann an den Hyphen von Didymella bryoniae parasitieren und den Pilz so massiv schwächen.
Auch die Bakterien Pseudomonas chlororaphis oder Lysobacter gummosus, Paenibacillus polymyxa und Serratia plymuthica sind Antagonisten der Art und können das Wachstum hemmen.

## Krankheitsbild

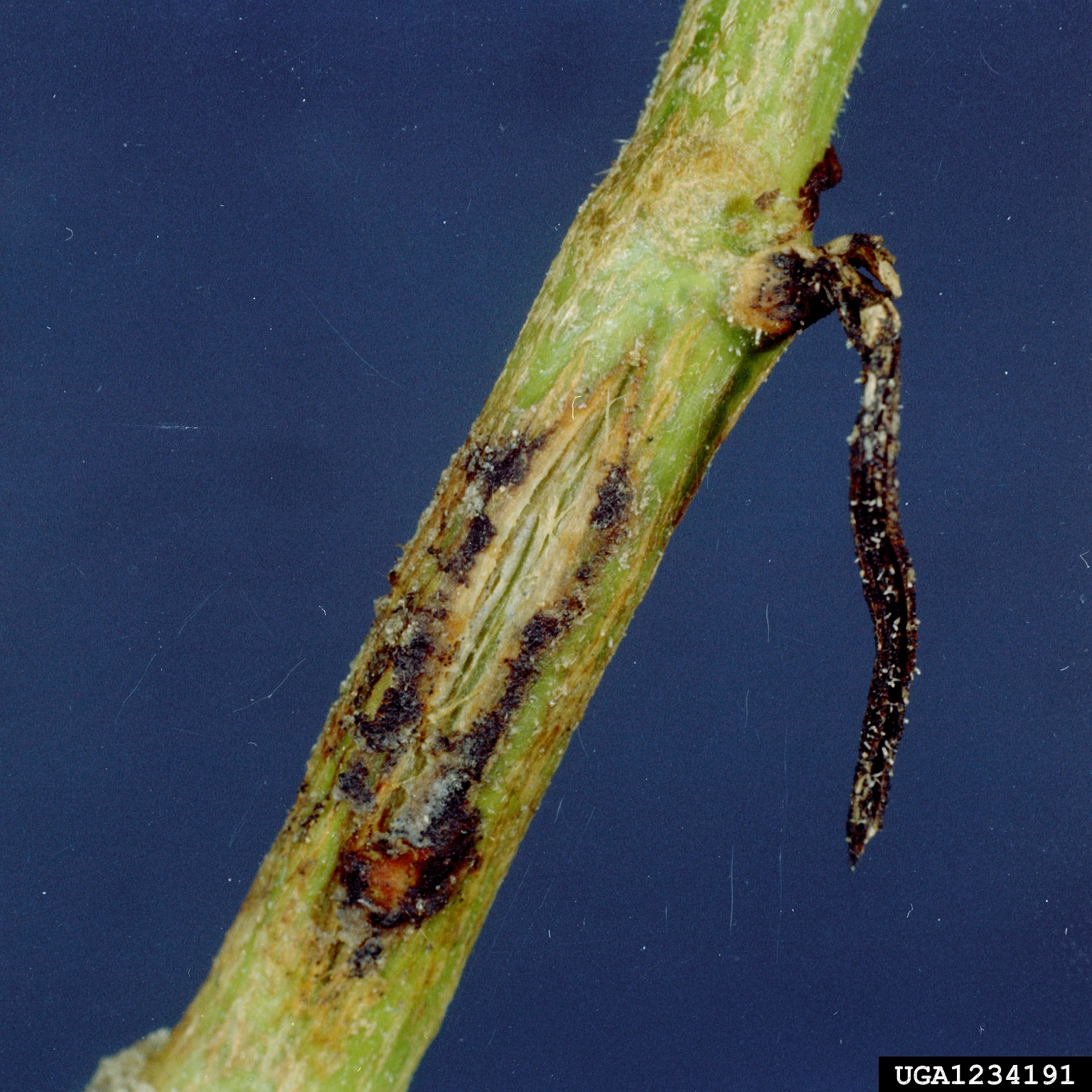
Läsionen am Stamm einer Wassermelone (Citrullus lanatus) verursacht durch Didymella bryoniae

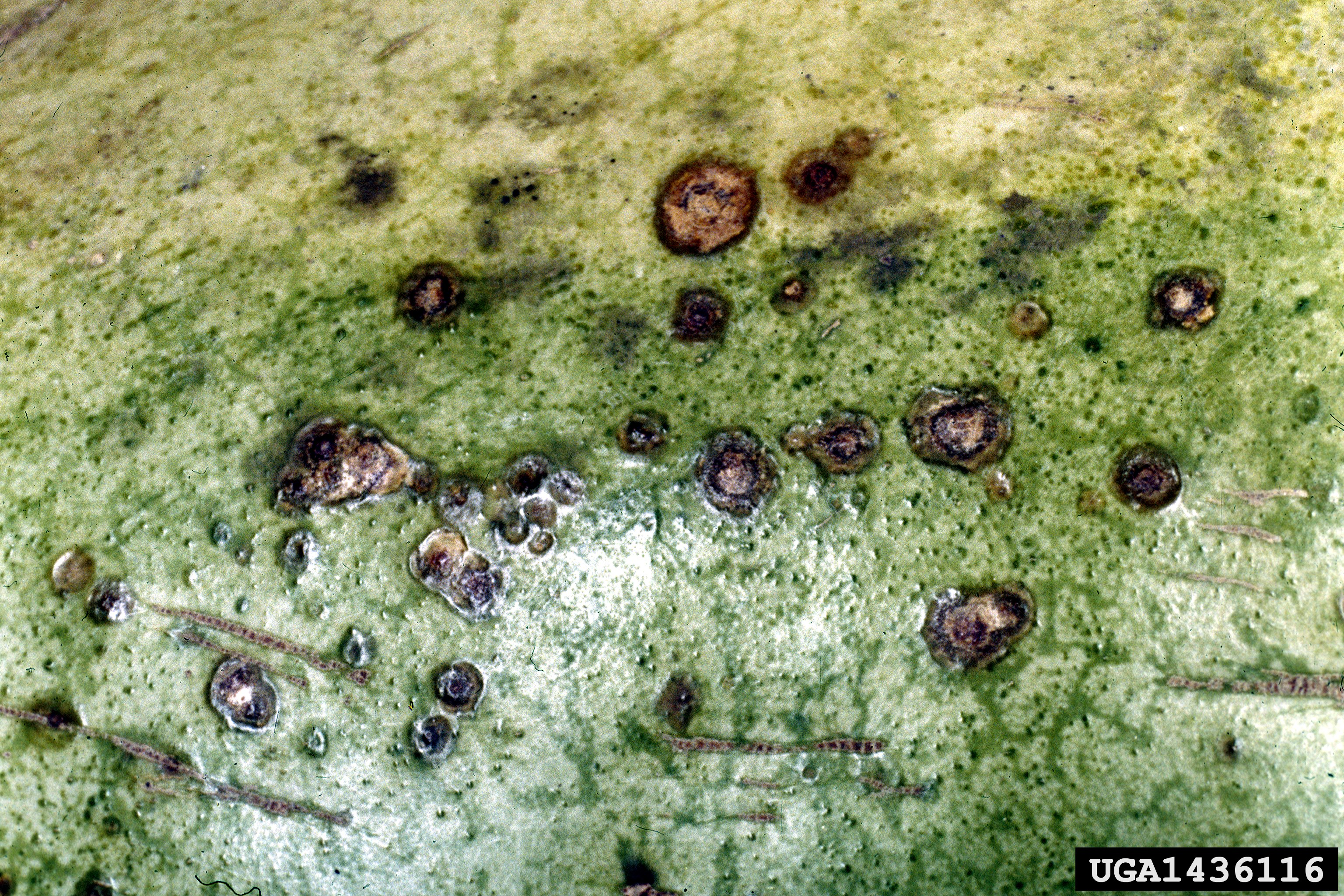
Durch Didymella bryoniae verursachte Flecke auf einer Wassermelone (Frucht)

Didymella bryoniae verursacht bei ihren Wirtspflanzen die sogenannte Gummistängelkrankheit.
Auf den Laubblättern bilden sich zunächst Flecke, die sich vom Blattrand her zur Mitte hin ausbreiten. Die Läsionen wachsen sehr schnell und können sich um einen halben Zentimeter in 12 Stunden ausbreiten.  Dabei bilden sich Nekrosen, die zum Blattrand hin heller werden und nach und nach eintrocknen. Zwischen gesundem und krankem Gewebe ist das Blatt matt und dunkler grün. Auf den nekrotischen, braun bis hell beigen Flecken bilden sich Pyknidien und Pseudothecien, die als schwarze kleine Punkte erscheinen und zuweilen ringartig angeordnet sind. Die Pünktchen können gut ohne Lupe erkannt werden.
Die Sprossachse wird ebenfalls befallen, wo sich ähnliche Symptome zeigen. Von Weitem betrachtet erscheinen die Stellen durch die vielen Pyknidien grau. Sie sind meist im unteren Bereich der Pflanze und vor allem bis zum Wurzelhals zu finden. Im oberen Teil der Pflanze treten sie eher an Verzweigungsstellen bei Seitentrieben auf. In späterem Stadium kann der Befall den gesamten Stängel umschließen und die Pflanze zum Welken oder Absterben bringen. Dies führt zu einer gummiartigen Konsistenz des Stängels, was der Krankheit den Namen gab. Am Stängel kann es zu gelblich transparenten, gummiartigen Saftausscheidungen (Exsudat) kommen, die eintrocknen und als feste Tropfen bleiben.
Auch Früchte können befallen werden, wobei der Pilz zumeist an der Narbe der Blütenansatzstelle, der Stelle, wo die Reste der Blüte an der Frucht verbleiben, eintritt. In fortgeschrittenem Stadium der Frucht sieht die Spitze zusammengezogen aus. Beim Aufschneiden von der Spitze her ist der Fruchtkern hell- bis dunkelbraun verfärbt. Später schrumpft die Spitze vollständig ein. Auch dort bilden sich sehr viele Pyknidien, was die Fruchtspitze schwarz aussehen lässt. Auch nach der Ernte kann sich der Pilz noch weiterentwickeln und Früchte zerstören. Bei Melonen und Kürbissen bilden sich braune, je nach Sorte und Art teils bis schwarze, wässrige, eingesunken runde Stellen. In diesen können sich in fortgeschrittenem Stadium auch Fruchtkörper, die Pyknidien oder Pseudothecien bilden. Werden die Früchte länger unter feuchten Bedingungen gelagert, kann sich auf den eingesunkenen Stellen (Läsionen) auch weißlicher Mycelrasen bilden. Der Pilz bildet teilweise konzentrisch eingesunkene verfärbte runde Flecke. Bei Früchten wird eine Infektion auch als Didymella-Fäule bezeichnet, schon bei beginnenden Symptomen gelten die Früchte als nicht gesund und verdorben.

### Wirtschaftliche Bedeutung
Der wirtschaftliche Schaden, der durch Didymella bryoniae verursacht wird, ist immens. Im Bundesstaat New York in den Vereinigten Staaten sind etwa 50 % der Wintersquash-Produktion betroffen, was Ernteausfälle von bis zu 75 % bei den betroffenen Kulturen verursacht (Zahlen 2001), obgleich New York nicht in den Subtropen liegt. Im Lower Rio Grande Valley in Texas waren im Jahr 1997 68,4 % der Produktion von Cantaloupe-Melonen von Didymella bryoniae betroffen, was einen wirtschaftlichen Schaden von etwa 15 Millionen US-Dollar nur in diesem kleinen, begrenzten Gebiet verursachte. Für Fidschi, wo ein tropisches Klima herrscht, wurden bei Wassermelonen (Citrullus lanatus) im Jahr 2000 Ernteausfälle von 30 % geschätzt.
In der Landwirtschaft wird Didymella bryoniae mit Fungiziden chemisch bekämpft. Vor allem die Wirkstoffe Trifloxystrobin – ein Strobilurin – und Iprodion kommen hierbei zum Einsatz. Daraus hat sich ein erheblicher Markt entwickelt. Allein Bayer CropScience schätzt einen jährlichen Umsatz von 300 Millionen Euro mit Trifloxystrobin-Präparaten.

## Systematik
Didymella bryoniae gehört der Gattung Didymella an. Die Gattung ist bislang noch nicht monographisch behandelt worden und sehr unübersichtlich. MycoBank listet über 400 Arten in der Gattung, von denen aber viele umstritten sind.
Die Position der Gattung Didymella innerhalb des taxonomischen Systems ist bewegt. Ursprünglich bildeten die Gattungen Didymella und Mycosphaerella die Familie der Mycosphaerellaceae. Danach wurde die Gattung zunächst zu den Pleosporaceae, dann den Phaeosphaeriaceae oder den Venturiaceae gerechnet. Im Jahr 2007 stellten Forscher die Gattung gar incertae sedis. Erst im Jahr 2009 ergaben molekulargenetische Studien, dass eine neue Familie, die Didymellaceae, die taxonomische Position der Gattung am besten beschreibt. Unumstritten ist jedoch, dass die Art innerhalb der Ordnung der Pleosporales liegt.
Corlett legte 1981 eine Arbeit vor, die verschiedene Didymella nach morphologischen Gesichtspunkten ordnet. Demzufolge sieht Didymella castillejae – eine Art die vor allem Castilleja befällt – Didymella bryoniae am ähnlichsten.
Eine Arbeit aus dem Jahr 2009 die eine DNA-Sequenzanalyse der ribosomalen RNA in zwei Regionen (LSU = 60S und SSU = 40S) auswertet kommt zu folgenden Verwandtschaftsverhältnissen:
|  | Leptosphaerulina australis                                                         |
|  |                                                                                    |
|  | \| \| Didymella bryoniae \| \| \| \| \| \| Chaetasbolisia erysiphoides \| \| \| \| |
|  |                                                                                    |
|  | Didymella bryoniae                                                                 |
|  |                                                                                    |
|  | Chaetasbolisia erysiphoides                                                        |
|  |                                                                                    |

|  | Didymella bryoniae          |
|  |                             |
|  | Chaetasbolisia erysiphoides |
|  |                             |

Da Didymella bryoniae näher zu diesen Arten als zu anderen Arten der Gattung Didymella steht, scheint klar, dass Didymella paraphyletisch ist. Eine ältere Studie aus dem Jahr 1999 kommt zu einer nahen Verwandtschaft zu Leptosphaerulina chartarum und Leptosphaerulina crassiasca. Diese nahe Verwandtschaft wird in der Studie von 2009 bestätigt.

### Mykologische Geschichte
Die Anamorphe der Art wurde lange vor der Teleomorphe bereits im Jahr 1823 durch Elias Magnus Fries in seiner Systema mycologicum als Sphaeria cucurbitacearum  erstbeschrieben. Pier Andrea Saccardo stellte die Art im Jahr 1884 dann korrekt in das Formtaxon Phoma.
Die Erstbeschreibung der Teleomorphe geht auf Bernhard Auerswald im Jahr 1869 zurück. In seinem Werk Mycologia europaea. Abbildungen sämmtlicher Schwämme Europas, an dem er zusammen mit Ludwig Rabenhorst geschrieben hat und das mit sehr aufwändigen Lithographien von Wilhelm Gonnermann illustriert ist, beschrieb er die Art als Sphaerella bryoniae. Das Artepipheton bryoniae wählte er nach der Wirtspflanze einer Zaunrübe (Bryonia sp.) von der er den Typus isoliert hatte.
Nur ein Jahr später beschrieb Leopold Fuckel die gleiche Art als Sphaeria bryoniae in den Jahrbüchern des Nassauischen Vereins für Naturkunde. Im Jahr 1880 erkannte Heinrich Rehm jedoch richtig, dass die Art der Gattung Didymella zuzuschlagen ist.